# Glòria Marín i Moro
Glòria Marín i Moro   (Sabadell, 19 de novembre de 1959) és una escriptora de contes infantils i juvenils.
Ha treballat durant onze anys de mestra. Des de 1991 escriu novel·les i obres de teatre per a infants i joves. Va guanyar el Premi Montserrat Roig amb Un matí pelut!, va ser finalista del Premi Ciutat d'Olot de novel·la juvenil 2003 amb l'obra Vaig conèixer en Dakh!, i va guanyar el premi a la millor obra de teatre en català Vila de Vallirana 2007 amb l'obra Enrenou a l'ambulatori!.

## Obres[6]
- Bruixes i bruixots (1992), il·lustracions per Pilarín Bayés
- Un matí pelut! (1999)
- La Llufa, quina mofeta! (2000)
- El rellotge de les tretze hores (2002)
- Enrenou a la carta (2002)
- Skimmer! (2005), il·lustracions per Cristina Durán
- Tió: vida secreta d'un caganer (2008)
- La cloïsa Lluïsa (2009)
- Vaig conèixer en Dakh! (2010)[7]
- Quin cap, Clara! (2010)
- Història del Perdut (2012)
- Recony amb la veïna del pis de baix! (2014)
- No sé si vull un nòvio o un gos (2015)[8]
- No surtis de nit... Coautora: Eulàlia Canal (2016)
- Com una tempesta que arriba sense avisar (2018)
- L'extraordinari doctor Rupert. Coautora: Eulàlia Canal (2018)